# ميزجين
ميزجين دميرجان, معروفة بأسم ميزجين، مغنية وكاتبة أغاني سويدية. صعدت أغنيتها المنفردة الترويجية Get You Off، التي تم إصدارها في عام 2014، إلى المرتبة الرابعة على جدول MTV أفضل 100, وقضت 12 أسبوعًا متتاليًا على الجدول.

## الحياة المهنية
ميزجين دميرجان تأتي من عائلة كردية، ولكنها ولدت ونشأت في بولناس، محلة في السويد. بدأت الغناء عندما كان عمرها 8 سنوات. درست نفسها بنفسها، قدمت ميزجين في العروض المدرسية، والأماكن الصغيرة والأحداث المحلية في بلدتها الصغيرة.
ظهرت لأول مرة في وسائل الإعلام الوطنية في عام 2008، عندما أجرت الأختبار على برنامج تلفزيوني سويدي Körslaget، وهي مسابقة يعود فيها سبعة من المشاهير إلى مسقط رأسهم ويختار كل منهم 20 مغنياً لجوقته الخاصة به للتنافس ضد الستة الآخرين. أدت ميزجين في فريق المغني حنا هيدلوند. بعد منافسة لمدة ثلاثة أشهر، فازت جوقتها في المسابقة.
في عام 2013، سافرت إلى أمريكا حيث ألتقت كاما، وهم ثنائي إنتاج سيصبحون منتجيها في الولايات المتحدة بالأشتراك مع الكاتب المشارك ناف راماسامي ومدير المواهب كيلي نيوتن. بينما في الأستوديو الخاص بهم، سمعت ميزجين مسار يسمى Get You Off، الذي تم ترقيته إلى ريانا. أدعت بأنه لها ورفضت المغادرة حتى وافقت كاما على منحها الأغنية بدلاً من ذلك.
تم إصدار Get Get Off كأغنية ترويجية في 5 أيار / مايو 2014 من خلال HighJAC للإنتاج/Fresh Muzik. تم توزيعها من قبل Entertainment One  وخلطه فيل تان. بعد بضع ساعات فقط، ضربت الأغنية المركز الأول على آي تيونز في السويد. تعاونت ميجزين مع المخرج كارتر بي سميث في الفيديو الموسيقي الرسمي. أصبح الفيديو سريع الأنتشار، حيث وصل إلى صفحة «الأكثر مشاهدة» على اليوتيوب في أول 48 ساعة من الإصدار. صعدت الأغنية إلى رقم 4 على MTV أفضل 100 على الجدول وبقت لمدة 12 أسبوع متتالي على الجدول.
بعد نجاح Get You Off، أنتقلت ميزجين إلى لوس أنجلوس في أكتوبر / تشرين الأول 2014 وأدت العروض الحية في عدة أماكن.
تم إصدار أول أغنية لها بعنوان If I Said I'm In Love (Suicide) في أبريل 2015 كمشروع ذي 5 مسارات، ويضم الأغنية الأصلية بالإضافة إلى أربعة أنواع مختلفة من المزيج (الموسعة والأصلية الهجينة والراقصة والصوتية). وقد وصفت بأنها «رائعة البوب منتصف- الوتيرة مع تطور الحضري... وذلك بفضل غناء ميجزين وقيادة الغناء» "anthemic" أغنية «تلتف بالبوبتيميست-القوادة المستقلة المعتادة لأداء متفجر، التي تذكّرنا بريانا وبيونسيه.»
وصف أسلوبها بأنه «مزيج من نيكول شيرزينغر وكيم كارداشيان مع شراسة ليدي غاغا والبراعة الجنسية لـمادونا.» ميجزين نفسها تستشهد بـدستنيز تشايلد، TLC, «مايكل جاكسون» و «بريتني سبيرز» كتأثيرات، بالأضافة إلى كاني ويست وفوجيس.

## الأغاني المنفردة
| العام | العنوان                           | الألبوم        |
| ----- | --------------------------------- | -------------- |
| 2014  | "Get You Off"                     | منفردة ترويجية |
| 2015  | "If I Said I'm In Love (Suicide)" | منفردة ترويجية |
| 2016  | "Queen Of Your Heart"             | منفردة ترويجية |

## فيديوهات موسيقية
| العام | أغنية                             | الألبوم        | المخرج     |
| ----- | --------------------------------- | -------------- | ---------- |
| 2014  | "Get You Off"                     | منفردة ترويجية | كارتر سميث |
| 2015  | "If I Said I'm In Love (Suicide)" |                | كارتر سميث |

## وصلات خارجية
- Adrien Begrand (15 يوليو 2015). "Mizgin - "If I Said I'm in Love (Suicide)"". Pop Matters. مؤرشف من الأصل في 2017-05-18. اطلع عليه بتاريخ 2016-02-14.